# Chaj-nan
Chaj-nan ( výslovnost, čínsky pchin-jinem Hǎinán, znaky 海南) je jižní ostrovní provincie Čínské lidové republiky. Celá provincie se rozkládá na několika ostrovech a souostrovích v Jihočínském moři, přičemž největší podíl rozlohy provincie (97 %) představuje Ostrov Chaj-nan, největší a nejlidnatější ostrov v Číně. V roce 2020 na Chaj-nanu žilo přibližně 10 milionů obyvatel, což z něj činí druhou nejméně lidnatou provincii Číny. Hlavním a největším městem provincie je Chaj-kchou.
Provincie se nachází jižně od pevninského Lejčouského poloostrova, od něhož je oddělena 24 km širokým Chajnanským průlivem. Chaj-nan je ze všech stran omýván vodami Jihočínského moře, na západně konkrétně Tonkinským zálivem. Nejvyšším pohořím provincie je Wu-č’-šan, jehož nejvyšší vrchol na stejnojmenné hoře dosahuje výšky 1867 m n. m. Celková rozloha provincie činí 34 300 km², z čehož 33 920 km² představuje ostrov Chaj-nan a zbytek je tvořen více než 200 ostrovy ve třech souostrovích: Paracelských ostrovech, Spratlyho ostrovech a souostroví Čung-ša.
Ačkoliv většinu populace Chaj-nanu představují Chanové, zhruba šestinu tvoří národnostní menšiny: významně jsou zastoupeni Liové, domorodé etnikum ostrova Chaj-nan, a v menší míře Miaové, Čuangové a další. Jako lingua franca provincie slouží chajnanština, varianta minnanštiny, dialektu čínského jazyka min. V menší míře je také užíván jazyk jüe, tajsko-kadajský jazyk Lin-kao (Ong Be) a hakkština.
Na Chaj-nanu se nachází dvě mezinárodní letiště, Chaj-kchou Mej-lan a San-ja Feng-chuang, a kolem celého ostrova vede okružní vysokorychlostní trať.
Provincie Chaj-nan vznikla vyčleněním z Kuang-tungu v roce 1988, přičemž byla z celého ostrova zároveň učiněna největší speciální ekonomická zóna v Číně. V současnosti v čele provincie stojí guvernér Feng Fej a provinční tajemník KS Číny Šen Siao-ming.

## Název
Provincie získala svůj název podle ostrova Chaj-nan (čínsky v českém přepisu chaj-nan tao, pchin-jinem Hǎinán dǎo, znaky zjednodušené 海南岛, tradiční 海南島), v chajnanštině vyslovováno „Chaj-nam“ (Hai Nam), v českém překladu „ostrov na jih od moře“, což reflektuje geografickou lokaci ostrova jižně od Chajnanského průlivu. Podobně je poloostrov Lej-čou, na severní straně Chajnanského průlivu, nazýván „Chaj-pej“ (čínsky pchin-jinem hǎiběi, znaky 海北), tedy „na sever od moře“.
V minulosti byl ostrov také znám jako Čchiung-ja (čínsky pchin-jinem Qióngyá, znaky zjednodušené 琼崖, tradiční 瓊崖; česky Nefritový útes), Čchiung-čou (čínsky pchin-jinem Qióngzhōu, znaky zjednodušené 琼州, tradiční 瓊州; volně česky Nefritová prefektura), a ve starověku byl nazýván Ču-ja (čínsky pchin-jinem Zhūyá, znaky 珠崖; česky Perlový útes), což odkazovalo na severní pobřeží ostrova jako zdroj pravých perel.
Podle názvů Čchiung-ja a Čchiung-čou je zkratka provincie Čchiung (čínsky pchin-jinem Qióng, znaky zjednodušené 琼, tradiční 瓊), v chajnanštině vyslovováno „Cheng“ (Kheng).
Ostrov si díky svým přírodním a klimatickým podmínkám vysloužil také řadu přezdívek, jako „ostrov palem“, „čínský Karibik“ nebo „čínská Havaj“, případně také „Havaj východu“.

## Historie

### Prehistorie a mytická doba
Archeologické nálezy v jeskyni Luo-pi u města San-ja indikují lidské osídlení ostrova Chaj-nan již v době přelomu pleistocénu a holocénu před 11–10 tisíci lety.
V mytických dobách Tří vznešených a pěti vladařů, za vládců Tchang Jao a Jü Šuna, byl Chaj-nan vzdáleným regionem na samé hranici čínské civilizace.

### Císařské období
Během období Jar a podzimů a období válčících států byl Chaj-nan pravděpodobně obýván kmeny Paj-jüe. Na západně ostrova existoval kmenový stát Tan-er.
Po pádu dynastie Čchin byl v jižní Číně roku 204 př. n. l. čínským generálem Čao Tchuoem založen stát Nan-jüe. Ostrov Chaj-nan se stal součástí nově vzniklého jüesko-čínského státu a setrval v něm až do dobytí státu Nan-jüe říší Chan za císaře Wu-tiho.
Chaj-nan byl poté formálně začleněn do čínského císařství za dynastie Chan v roce 110 př. n. l. a na ostrově byly ustaveny dvě prefektury, Ču-ja a Tan-er. Avšak kvůli neustávajícím povstáním domorodého národa Li byli Číňané nuceni se stáhnout již během 1. století př. n. l., přičemž ostrov zůstal pod čínskou nadvládou pouze nominálně. Ke znovuzavedení funkční správy došlo až za dynastie Tchang, nicméně i poté většina Chaj-nanu zůstávala pod kontrolou domorodých obyvatel a vliv tchangské vlády se omezoval především na pobřežní města, která sloužila jako místo pro vyhnanství těch, kteří na pevnině upadli v nemilost.
Během dynastie Sung (960–1279) byl Chaj-nan spravován jako součást tehdejší provincie Kuang-si. Ve 12. a 13. století se Číňané začali usazovat v severních částech ostrova a vytěsňovat tak domorodé Li. V dobách mongolské dynastie Jüan (1206–1368) se Chaj-nan stal nezávislou provincií a získal také svůj nynější název. Avšak již v roce 1369, na počátku dynastie Ming, se vláda nad ostrovem vrátila na pevninu a to provincii Kuang-tung, které se Chaj-nan stal součástí. K prvnímu velkému osídlení Chaj-nanu Číňany došlo v 16. a 17. století, kdy v důsledku migračních tlaků z Fu-ťienu a Kuang-tungu bylo domorodé obyvatelstvo vytlačeno dále do vysočin ve střední a jižní části ostrova.

### Moderní dějiny
V roce 1858 byly přístavy v Chaj-kchou a sousedním Čchiung-šan otevřeny zahraničnímu obchodu. Již v roce 1906 republikánský vůdce Sunjatsen navrhl, aby se Chaj-nan stal nezávislou provincií, přičemž se tak v letech 1912–1921 skutečně stalo a ostrov byl nominálně samostatný pod názvem Čchiung-ja.
Během druhé čínsko-japonské války byl Chaj-nan v letech 1939–1945 okupován japonskými silami, přičemž Japonci začali rozvíjet ekonomický potenciál ostrova. Byla rozšířena produkce kaučuku a nerostného bohatství, probíhala výstavba silnic a krátkých železničních tratí s ohledem na těžbu železné rudy, bauxitu a cínu. Po skončení druhé světové války ostrov připadl zpět pod čínskou kontrolu.
Chaj-nan byl jednou z posledních oblastí pod kontrolou Kuomintangu během čínské občanské války. Komunistickými silami byl dobyt až na jaře 1950 během bitvy o Chaj-nan a následně se stal součástí Čínské lidové republiky.

#### Samostatná provincie
13. dubna 1988 byl čínskou vládou Chaj-nanu a přilehlým ostrovům udělen status provincie. Chaj-nan se tak po vyčlenění z Kuang-tungu stal nejmladší čínskou provincií. Ve stejnou dobu se celá provincie stala v pořadí pátou speciální ekonomickou zónou a do současnosti největší speciální ekonomickou zónou vůbec.

## Geografie

### Poloha a rozloha
Provincie Chaj-nan se nachází jižně od čínské pevniny na stejnojmenném ostrově (Ostrov Chaj-nan) a několika dalších menších ostrovech ležících v Jihočínském moři. Samotný ostrov Chaj-nan je od pevniny, konkrétně od poloostrova Lej-čou na západě provincie Kuang-tung, oddělen 24 km širokým Chajnanským průlivem. Podle zeměpisných souřadnic Chaj-nan leží mezi 108°36′ a 111°04′ východní délky a 18°09′ a 20°11′ severní šířky. Na západě je ostrov omýván vodami Tonkinského zálivu.
Rozloha celé provincie Chaj-nan je 34 300 km², přičemž z toho rozloha ostrova Chaj-nan činí 33 920 km².

### Povrch

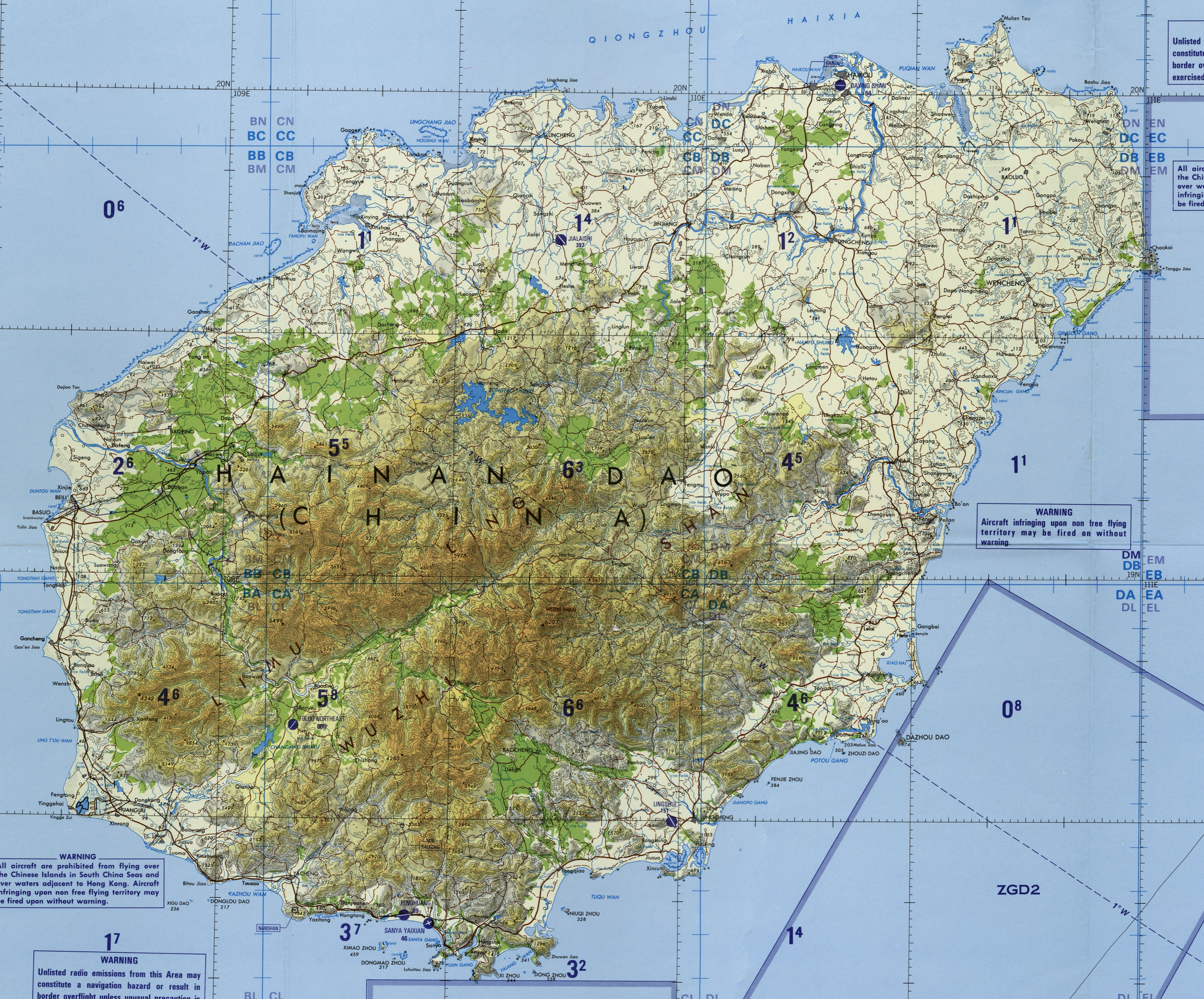
Topografická mapa Chaj-nanu

Chaj-nan byl geologicky spojený s jihočínskou pevninou až do dob miocénu a pliocénu (tedy zhruba před 23–⁠2,5 miliony let), kdy mezi těmito dvěma celky vznikl předěl v podobě Chajnanského průlivu. Horské systémy Chaj-nanu, jižnější Wu-č’-šan a severnější Li-mu-ling, proto bývají souborně řazeny k heterogennímu celku Jihočínských hornatin.
Tato pohoří se táhnou ze severovýchodu na jihozápad a jejich délka činí 288 km. Právě na jihozápadě ostrova je povrch nejvíce hornatý, přičemž směrem na sever a severovýchod se reliéf postupně svažuje a nabývá rovinatého, nížinného charakteru. Z pohledu klasifikace zabírají hory 25,4 % rozlohy Chaj-nanu, kopce 13,3 %, náhorní plošiny 32,6 % a roviny 28,7 %.
Wu-č’-šan je nejvyšší pohoří i nejvyšší hora ostrova. V překladu se nazývá „hora Pěti prstů“, neboť vrchol sestává z pěti masivních pískovcových skal. Pohoří, respektive stejnojmenná hora dosahuje výšky 1867 m n. m. Severovýchodně od pohoří Wu-č' (Wu-č’-šan) se táhne pohoří Li-mu (Li-mu-ling), jehož několik vrcholů přesahuje výšku 1400 m.

### Podnebí
Na Chaj-nanu převládá tropické monzunové podnebí (dle Köppenovy klasifikace typ Am, Aw). Obdobné podnebné podmínky panují také na sporných souostrovích v Jihočínském moři. Střídají se dvě zřetelně odlišná roční období, období dešťů (monzunové období) a období sucha. Období sucha trvá od ledna do května; průměrná denní teplota je ~19–22 °C, prší pouze zřídka. Období dešťů obvykle trvá od června do prosince; od června do listopadu teplota během dne dosahuje 39 °C, v noci je průměr 17 °C, deště jsou časté a vydatné. Od půlky listopadu do konce prosince jsou teploty mírnější, v průměru 23 °C.
Průměrná roční teplota se pohybuje v rozmezí 23–26 °C a během roku nedochází k výrazným teplotním výkyvům.
V průměru je na Chaj-nanu 2200 hodin slunečního svitu za rok. Průměrný roční úhrn srážek je ~2000 mm.

### Vodstvo
V horských oblastech na jihozápadě ostrova, zejména v pohoří Wu-č', pramení 154 řek. Z horského jádra vybíhají v paprskovitém směru do snižujících se vrchovin a pahorkatin a dále k pobřežním oblastem. Většina z těchto řek je krátkých a prudkých. 38 řek má povodí o rozloze 100 km², 25 řek má povodí v rozmezí 100–500 km², 13 řek nad 500 km² a pouze tři řeky jsou s povodím nad 3000 km² – jmenovitě Nan-tu-ťiang, Wan-čchuän-che a Čchang-chua-ťiang.
Chajnanské řeky nejsou splavné, ale mnohé z nich skýtají hydroenergetický potenciál.

### Ostrovy
V blízkosti pobřeží ostrova Chaj-nan se nachází několik malých ostrovů, které jsou taktéž součástí provincie Chaj-nan:
- Ostrov Ta-čou
- Ostrov Chaj-tien
- Ostrov Fénix (umělý ostrov v zálivu San-ja)
- Ostrov Wu-č'-čou
- Ostrov Sin-pu

#### Sporné ostrovy
Dále na jih v Jihočínském moři leží několik ostrovů či souostroví, které jsou nárokovány Čínskou lidovou republikou a spravovány prefekturou San-ša jako součást provincie Chaj-nan. O čínské svrchovanosti nad těmito ostrovy se vedou spory.
- Paracelské ostrovy
- Spratlyho ostrovy
- Souostroví Čung-ša

## Administrativní členění
| Mapa provincie | Název celku        | Název celku | Populace (2020) |
| Mapa provincie | český přepis       | znaky       | Populace (2020) |
| --- | ------------------ | ----------- | --------------- |
| Chaj-kchou San-ja San-ša Tan-čou Wu-č’-šan Čchiung-chaj Wen-čchang Wan-ning Tung-fang Ting-an Tchun-čchang Čcheng-maj Lin-kao Paj-ša Čchang-ťiang Le-tung Ling-šuej Pao-tching Čchiung-čung █ Městské okresy, okresy a autonomní okresy · přímo podřízené provinčním úřadům █ Městské prefektury |                    |             |                 |
| Městské prefektury |                    |             |                 |
| Chaj-kchou | 海口市             | 2 873 358   |                 |
| San-ja | 三亚市             | 1 031 396   |                 |
| San-ša | 三沙市             | 2 333       |                 |
| Tan-čou | 儋州市             | 954 259     |                 |
| Městské okresy |                    |             |                 |
| Wu-č’-šan | 五指山市           | 112 269     |                 |
| Čchiung-chaj | 琼海市             | 528 238     |                 |
| Wen-čchang | 文昌市             | 560 894     |                 |
| Wan-ning | 万宁市             | 545 992     |                 |
| Tung-fang | 东方市             | 444 458     |                 |
| Okresy |                    |             |                 |
| Ting-an | 定安县             | 284 690     |                 |
| Tchun-čchang | 屯昌县             | 255 335     |                 |
| Čcheng-maj | 澄迈县             | 497 953     |                 |
| Lin-kao | 临高县             | 420 594     |                 |
| Autonomní okresy |                    |             |                 |
| Liský autonomní okres Paj-ša | 白沙黎族自治县     | 164 699     |                 |
| Liský autonomní okres Čchang-ťiang | 昌江黎族自治县     | 232 124     |                 |
| Liský autonomní okres Le-tung | 乐东黎族自治县     | 464 435     |                 |
| Liský autonomní okres Ling-šuej | 陵水黎族自治县     | 372 511     |                 |
| Liský a miaoský autonomní okres Pao-tching | 保亭黎族苗族自治县 | 156 108     |                 |
| Liský a miaoský autonomní okres Čchiung-čung | 琼中黎族苗族自治县 | 179 586     |                 |

## Obyvatelstvo
Podle Sedmého sčítání lidu Čínské lidové republiky v roce 2020 na Chaj-nanu žilo 10 081 232 obyvatel, což představuje 0,71 % celkové populace Čínské lidové republiky. Zatímco v minulosti mělo obyvatelstvo Chaj-nanu převážně rurální charakter, od konce 90. let 20. století probíhá rapidní urbanizace, přičemž její míra v roce 2020 již dosahovala 61%.
| Rok  | Populace   | Podíl ČLR |
| ---- | ---------- | --------- |
| 1990 | 6 557 482  | –         |
| 2000 | 7 870 000  | 0,62 %    |
| 2010 | 8 671 518  | 0,65 %    |
| 2020 | 10 081 232 | 0,71 %    |

## Doprava

### Silniční

#### Dálnice
- Dálnice G98 Chajnanský okruh
- Dálnice G9801 Okruh Chaj-kchou
- Dálnice G9811 Chaj-kchou –⁠ San-ja
- Dálnice G9812 Chaj-kchou –⁠ Čchiung-chaj
- Dálnice G9813 Wan-ning –⁠ Jang-pchu

### Železniční

#### Vysokorychlostní tratě

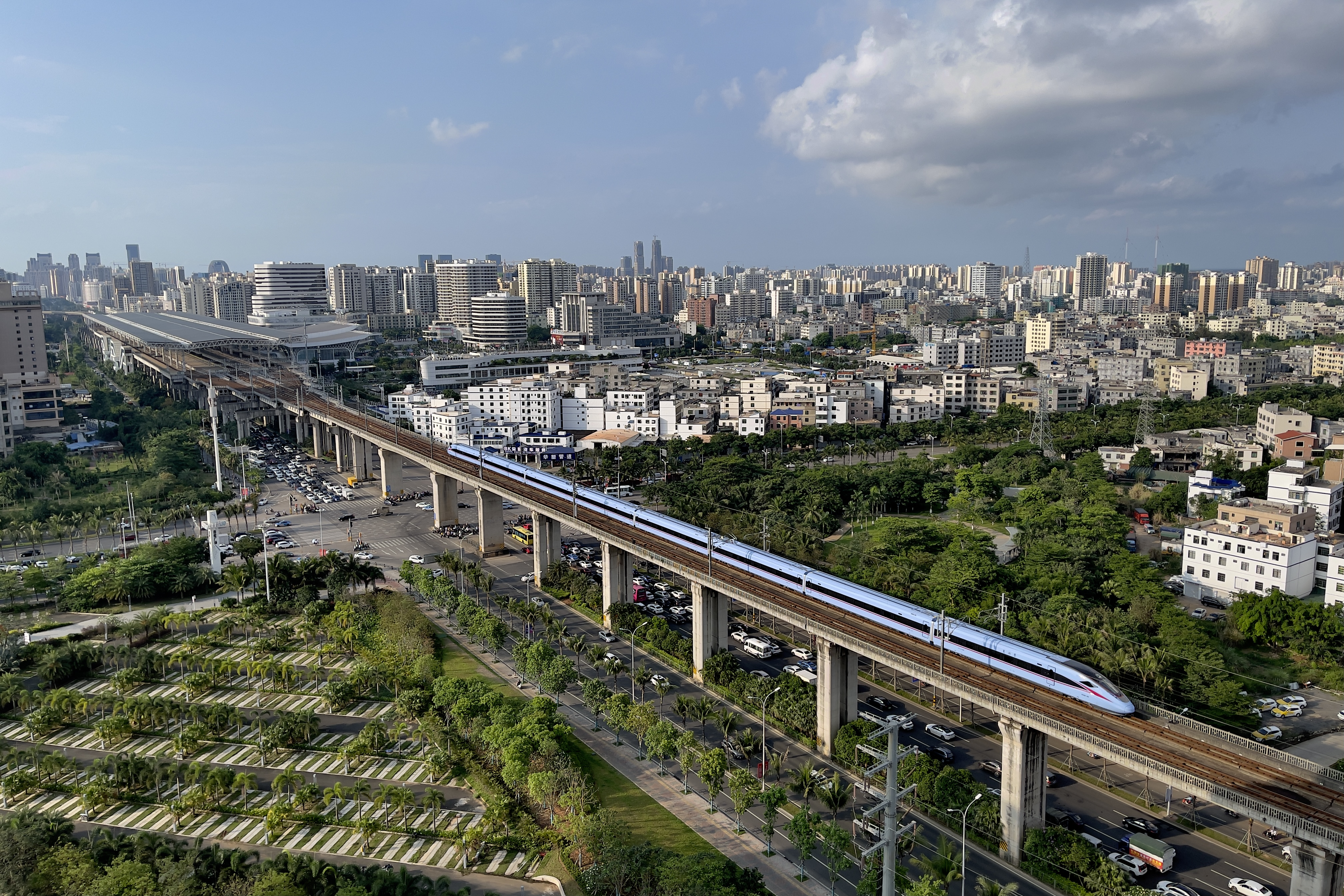
Chajnanský okruh u města Chaj-kchou

Podél obvodu celého ostrova vede 652 km dlouhá vysokorychlostní trať Chajnanský okruh, sestávající ze dvou samostatně postavených, ale vzájemně propojených úseků: tzv. Chajnanského východního okruhu (neboli východního úseku) a Chajnanského západního okruhu (západního úseku).
Východní úsek, vedoucí přes Chaj-kchou, Wen-čchang, Čchiung-chaj, Wan-ning, Ling-šuej do San-ja, je dlouhý 308 km a v provozu je od konce roku 2010. Obsluhováno je 15 stanic a vlaky na trati dosahují rychlosti 250 km/h.
Západní úsek byl postaven v letech 2011–⁠ 2015 a vlaky na této 344 km dlouhé vysokorychlostní trati dosahují maximální rychlosti 200 km/h. Trať obdobně spojuje hlavní město Chaj-nanu, Chaj-kchou, s turistickým centrem na jihu ostrova, městem San-ja, přičemž na západní straně ostrova vede přes okresy Čcheng-maj a Lin-kao, městskou prefekturu Tan-čou a okresy Čchang-ťiang, Tung-fang a Le-tung.

#### Konvenční tratě
Na západní straně Chaj-nanu, z Chaj-kchou do San-ja, vede železniční trať Chajnanský západní okruh. Trať byla poprvé postavena během druhé světové války ve 40. letech během japonské okupace ostrova, poté postupně modernizována a přestavována. Dnes slouží zejména k nákladní dopravě při traťové rychlosti 120-160 km/h.
V okrese Tung-fang se také nachází krátká železniční trať Pa-suo, vedoucí ze stanice Čchang-kan na železniční trati Chajnanský západní okruh do přístavu Pa-suo.

#### Vlakový trajekt
Vlakové spojení s pevninskou Čínou je zajišťováno pomocí vlakového trajektu v rámci železniční tratě Kuang-tung – Chaj-nan. Přístav trajektu se nachází severozápadně od nádraží Chaj-kchou a trať navazuje jak na vysokorychlostní východní a západní okruh, tak na konvenční západní okruh. Vlakový trajekt je v provozu od roku 2004.

### Letecká

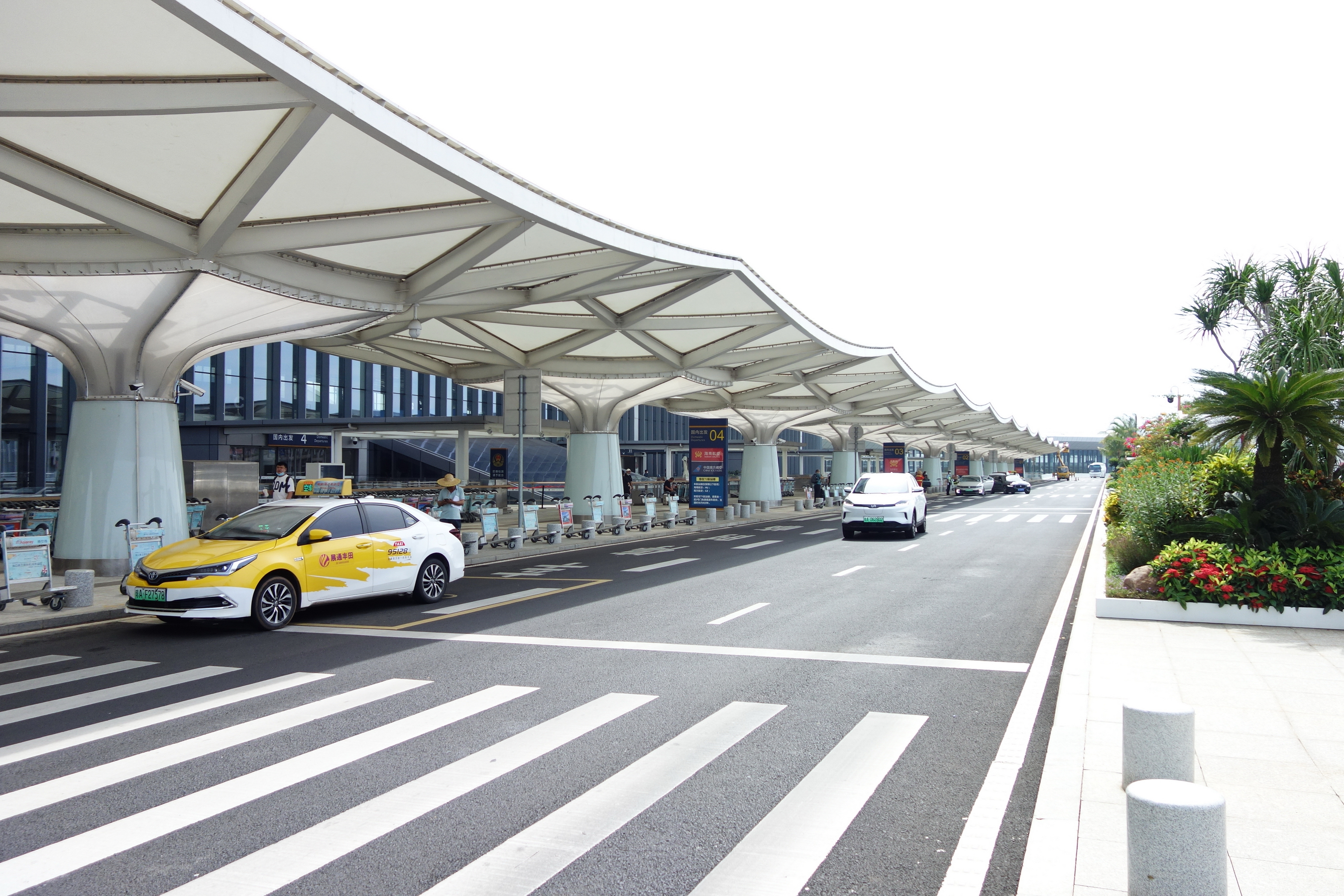
Mezinárodní letiště Chaj-kchou Mej-lan, exteriér nového terminálu č. 2

Na ostrově leží dvě mezinárodní letiště: mezinárodní letiště Chaj-kchou Mej-lan a mezinárodní letiště San-ja Feng-chuang.
Mezinárodní letiště Chaj-kchou Mej-lan se nachází u města Chaj-kchou na severní straně ostrova a je domovským letištěm letecké společnosti Hainan Airlines. V roce 2021 byl otevřen nový terminál (č. 2), nová řídící věž a 3,6 km dlouhá přistávací dráha, čímž došlo ke značnému rozšíření kapacity letiště.
Mezinárodní letiště San-ja Feng-chuang je druhým nejrušnějším letištěm na Chaj-nanu a nejjižnějším letištěm v Číně. Nachází se u města San-ja na jihu ostrova, v městském obvodě Tchien-ja, zhruba kilometr severně od břehu Jihočínského moře.
V roce 2016 bylo otevřeno letiště Čchiung-chaj Po-ao, nacházející se na východní straně ostrova u města Čchiung-chaj, a které slouží jako vnitrostátní letiště.
V současnosti je ve výstavbě v pořadí čtvrté civilní letiště na Chaj-nanu, letiště Tan-čou.

### Námořní přístavy

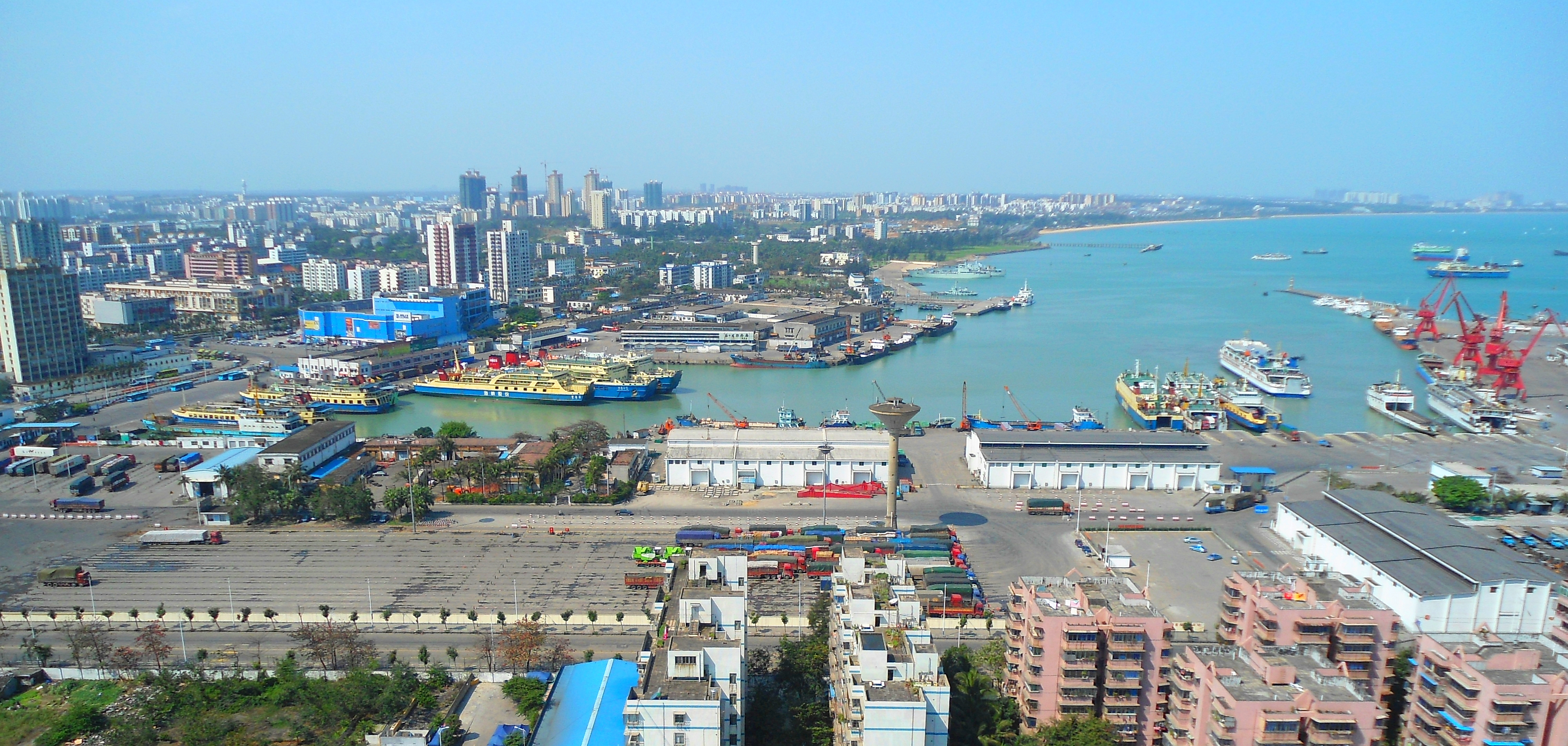
Přístav Chaj-kchou Siou-jing

- přístav Chaj-kchou Siou-jing
- Nový přístav Chaj-kchou
- přístav Ma-cchun
- přístav Jang-pchu
- přístav Pa-suo

## Zdravotní péče
Chaj-nan je ostrov tradiční čínské medicíny. Léčba na ostrově Chaj-nan se provádí výhradně tradičními čínskými metodami v kombinaci s využitím přírodních léčivých přípravků (akupunktura, akupresura, ošetření rostlinami a vodní procedury).[zdroj?] Na ostrově roste 137 bylin, z nichž některé jsou endemické, které se využívají k léčbě nebo zmírnění zhoubných rakovinných nemocí.

### Lázeňství
Vyskytují se zde termální prameny dvou typů: radonové (léčba orgánů pohybu, radiculitis, revmatismus, gynekologie) a s obsahem draslíku a sodíku (nervový systém, kožní nemoci, respirační problémy).
- prameny Kuan-tchan – jedná se o nejvíce horké prameny, termální teplota vody - 70 až 90 °C u zdroje, který se nachází na okraji města Tsyunhay
- prameny Sing-lung – asi nejslavnějšími a nejpopulárnějšími; údolí termálních pramenů Sing-lung, kde se teplota vody pohybuje od 45 do 65 °C se nachází v malebném místě mezi kokosovými háji, kávovými a čajovými plantážemi
- prameny Sedm víl

Na ostrově existuje i svátek pramenů.
Nejvyšší průměrná délka života v Číně je zaznamenána právě na ostrově Chaj-nan – ženy v průměru zde žijí asi 85 let, muži 80.[zdroj?]
Tento ostrov se stal středem zájmu vysokých činitelů Ruska a bývalých sovětských republik, kteří ostrov hojně navštěvují za účelem léčení a relaxace a budují zde i hotelové léčebné komplexy.[zdroj?]